# Gennaro Villani
Gennaro Villani (Napoli, 4 ottobre 1885 – Napoli, 25 dicembre 1948) è stato un pittore italiano.

## Biografia
Iniziò la sua carriera artistica ancora in giovane età e visse ed operò tra l'Italia e la Francia. Soggiornò a Parigi dal 1912 al 1914 e durante il periodo parigino fu invitato a far parte di Accademie francesi.
Fu allievo di Michele Cammarano - il cui insegnamento era improntato a una rigorosa ripresa dal vero e basato su un linguaggio pittorico asciutto, caratterizzato da un chiaroscuro potente fortemente costruttivo, di Gaetano Esposito e di Vincenzo Volpe. Con le esperienze maturate in Francia e con la conoscenza acquisita degli impressionisti francesi e dei pittori fauves, il suo stile fu più improntato su un uso più libero del colore e di gamme cromatiche diversificate: un esempio è il Pascolo, opera che fu esposta alla Promotrice napoletana del 1916 e acquistata da Corrado Ricci, per la Galleria nazionale d'arte moderna e contemporanea di Roma. Negli anni trenta la sua opera fu fortemente influenzata dallo stile del movimento artistico Novecento, con un ritorno alle ricerche plastico-volumetriche della tradizione. Solo con gli anni quaranta e nell'ultimo periodo della sua vita egli ritornò ad un uso più libero del colore.
Occupò dal 1922 al 1925 una cattedra di insegnamento all'Accademia di belle arti di Lucca e dal 1922 al 1925 ebbe la cattedra di Paesaggio all'Accademia di belle arti di Napoli.
Divenne amico intimo di molti di artisti e letterati napoletani, tra i quali Roberto Bracco, Salvatore Di Giacomo e Francesco Cangiullo.

### Mostre
Ha partecipato,sempre su invito, alle Biennali di Venezia degli anni 1910, 1912, 1914, 1922, 1924, e alla Biennale del 1932. Nel 1910 è stato presente all'Esposizione Internazionale di Bruxelles, con l'opera I Mulini e nel 1910 all'Esposizione Internazionale d'Arte di Santiago del Cile, dove ha vinto la medaglia di bronzo. Nel 1914 partecipò al Salon d'Automne, al Grand Palais di Parigi e alle edizioni del 1908 e del 1923 delle Quadriennali di belle arti di Torino. Espose anche alla Iª e alla IIª Biennale di Roma, alla XIª Esposizione internazionale d'arte di Monaco di Baviera e nel 1911 all'esposizione internazionale di Dresda. Mandò sue opere alle Esposizioni internazionali di Barcellona del 1911 e del 1929.
Alla mostra L'arte nella vita del Mezzogiorno d'Italia. Mostra di arti figurative e di arti applicate dell'Italia meridionale, che si svolse a Roma, al Palazzo delle esposizioni, nel 1953, furono presenti sue opere.
A fine 2017 la sua opera è stata oggetto di una mostra antologica, presso l'Institut Français di Napoli, dal titolo Gennaro Villani "un napoletano a Parigi".
La Galleria dell'accademia di belle arti di Napoli possiede Marina con capre, olio su tela, 80x60,5 cm, saggio di scola, acquisito nel 1917.

### Elenco delle esposizioni
- 1904, Esposizione Promotrice Napoli
- 1906, XXXIII Promotrice, Napoli
- 1907, Pensionato Artistico Nazionale, Napoli
- Società amatori e cultori d'arte, Roma
- 1908, Quadriennale di Torino
- 1909,	Esposizione Hotel Nobile, Napoli
- X Esposizione di Monaco di Baviera
- Esposizione Nazionale belle arti, Rimini
- Salon d'Automne, Parigi (Medaglia d'argento, Sez. Italiana)
- 1910 	Esposizione Nazionale, Milano
- Expò Internazionale, Bruxelles
- Esposizione d'Arte, Santiago del Cile (Medaglia di bronzo)
- IX Biennale di Venezia
- 1912, IV Mostra d'Arte alle Tamerici, Montecatini
- Torino - Esposizione Società Amici dell'Arte
- X Biennale di Venezia
- Promotrice di belle arti, Napoli
- 1913, Società des Beaux Art et des Art Industriels, Ivry
- V Mostra d'Arte alle Tamerici, Montecatini
- Societé des Artistes Français, Parigi
- 1914, Gennaro Villani, Galleria Danton, Parigi
- XXXIV Esposizione del Cinquantenario
- 1915, LXXXIV Soc. Amatori e Cultori, Roma
- Collettiva, Villa Lucia, Napoli
- 1916, XXXVIII Promotrice, Napoli
- 1919, LXXXVIII Esposizione Amatori e Cultori d'Arte, Roma
- 1920, Galleria Vinciana, Milano
- 1921, Gennaro Villani, Galleria degli Illusi, Napoli
- I Biennale Città di Napoli
- Esposizione di Pittura Italiana, Buenos Aires
- 1922, XIII Biennale di Venezia
- Mostra Primaverile Fiamma
- 1923, Quadriennale di Torino
- 1924, Gennaro Villani, Galleria Corona, Napoli
- 1925, Gennaro Villani, Galleria Cerciello, Napoli
- 1927, Gennaro Villani, C. Abruzzese Molisana, Napoli oltre 100 pastelli
- Mostra del Paesaggio, Bologna
- 1929, Esposizione Internazionale, Barcellona
- 1930, Permanente, Napoli
- Circolo Artistico D .Morelli, Torre del Greco
- 1934,	Circolo Artistico, Napoli (collettiva)
- 1935, Permanente Circolo Artistico, Napoli
- Galleria Vitelli, Genova
- 1943, Galleria Mandriota, Roma
- 1945, Colucci e Villani, Galleria Forti, Napoli
- 1946, Galleria Forti, Napoli (collettiva)
- Mostra collettiva d'Arte, S. Giorgio a Cremano
- 1947, Ridotto del San Carlo, I salone arti figurative, Napoli
- I Collettiva d'arte Raggio di sole, Galleria Chiaia, Napoli
- 1949 	Mostra postuma, Galleria d'Arte Internazionale, Milano
- Retrospettiva, Circolo Artistico, Napoli
- 1950, Retrospettiva, Galleria Barrelli, Napoli
- 1951, Gennaro Villani, Galleria Medea, Napoli
- 1953, Mostra d'Arte nella vita del Mezzogiorno d'Italia, Palazzo Esposizioni, Roma
- 1954, Villani, Viti, Galleria S. Carlo, Napoli
- Villani, Galleria Le Mansarde, Napoli
- 1956, Gennaro Villani, Galleria Mediterranea, Napoli
- 1957, Crisconio, De Corsi, Villani, Viti, Galleria Mediterranea, Napoli
- 1959, Trenta opere di Villani, Galleria Mediterranea, Napoli
- 1960, Gennaro Villani, Galleria Mediterranea, Napoli
- 1961, Mostra retrospettiva, Circolo Artistico, Napoli
- 1962, Gennaro Villani, Galleria dell'Artistico, Napoli
- 1964, Trenta dipinti inediti di Gennaro Villani, Galleria Mediterranea, Napoli
- 1965,	Villani, Viti, Ricchizzi, Galleria Mediterranea, Napoli
- Gennaro Villani, Galleria Mediterranea, Napoli
- Sette pittori napoletani contemporanei, Galleria Giosi, Napoli
- 1967,	Crisconio, Viti, Villani, Galleria Mediterranea, Napoli
- Pittura Napoletana, La Lucerna, Napoli
- 1968, Trentadue pastelli di Villani, Galleria Mediterranea, Napoli
- 1969, Crisconio, Viti, Villani, Galleria Mediterranea, Napoli
- 1970, Gennaro Villani, Galleria Mediterranea, Napoli
- 1971, Crisconio, Villani, Viti, Galleria Mediterranea, Napoli
- 1973, Omaggio a Villani, Galleria Mediterranea, Napoli
- 1974, Gennaro Villani, Galleria Mediterranea, Napoli
- 1975, Gennaro Villani, Galleria Mediterranea, Napoli
- 1976, Crisconio, Viti, Villani, Galleria Mediterranea, Napoli
- 1978, Gennaro Villani, Galleria Mediterranea, Napoli
- 1981, Gennaro Villani, Galleria Mediterranea, Napoli
- 1984, Villani: la tecnica del pastello, Galleria Mediterranea, Napoli
- 1985, Crisconio, Viti, Villani, Galleria Mediterranea, Napoli
- 1986, In Margine, Artisti tra tradizione e opposizione, Milano
- Gennaro Villani, Galleria Mediterranea, Napoli
- 1988,	Gennaro Villani, Galleria Mediterranea, Napoli
- 1989,	Crisconio, Striccoli, Villani, Galleria Mediterranea, Napoli
- 1990,	Gennaro Villani, Galleria Mediterranea, Napoli
- 1991,	Crisconio, Viti, Villani, Galleria Mediterranea, Napoli
- 1992,	Gennaro Villani, Galleria Mediterranea, Napoli
- 1993, Napoletani del Novecento a Roma, Galleria Esmeralda, Roma
- 1996,	Gennaro Villani, La Mediterranea arte, Napoli
- 1998,	Crisconio, Viti, Villani, La Mediterranea arte, Napoli
- 1999, Percorsi della figura a Napoli, La Mediterranea arte, Napoli
- Gennaro Villani, La Gioconda, Napoli
- 2000 Arte a Napoli dal 1920 al 1946. Gli anni difficili, Napoli Maschio Angioino, Villa Pignatelli
- Crisconio, Viti, Villani, La Mediterranea arte, Napoli
- 2001, Crisconio, Striccoli, Villani, La Mediterranea arte, Napoli
- 2002,	Crisconio, Viti, Villani, La Mediterranea arte, Napoli
- Il novecento in Piccolo formato, La Mediterranea arte, Napoli
- 2003, Crisconio, Villani, Viti, Galleria Mediterranea, Napoli
- 2004, Protagonisti del primo novecento, La Mediterranea arte, Napoli
- 2005, Maestri del novecento napoletano, La Mediterranea arte, Napoli